# Estação São Francisco Xavier
São Francisco Xavier é uma estação de trem da Zona Norte do Rio de Janeiro.

## História

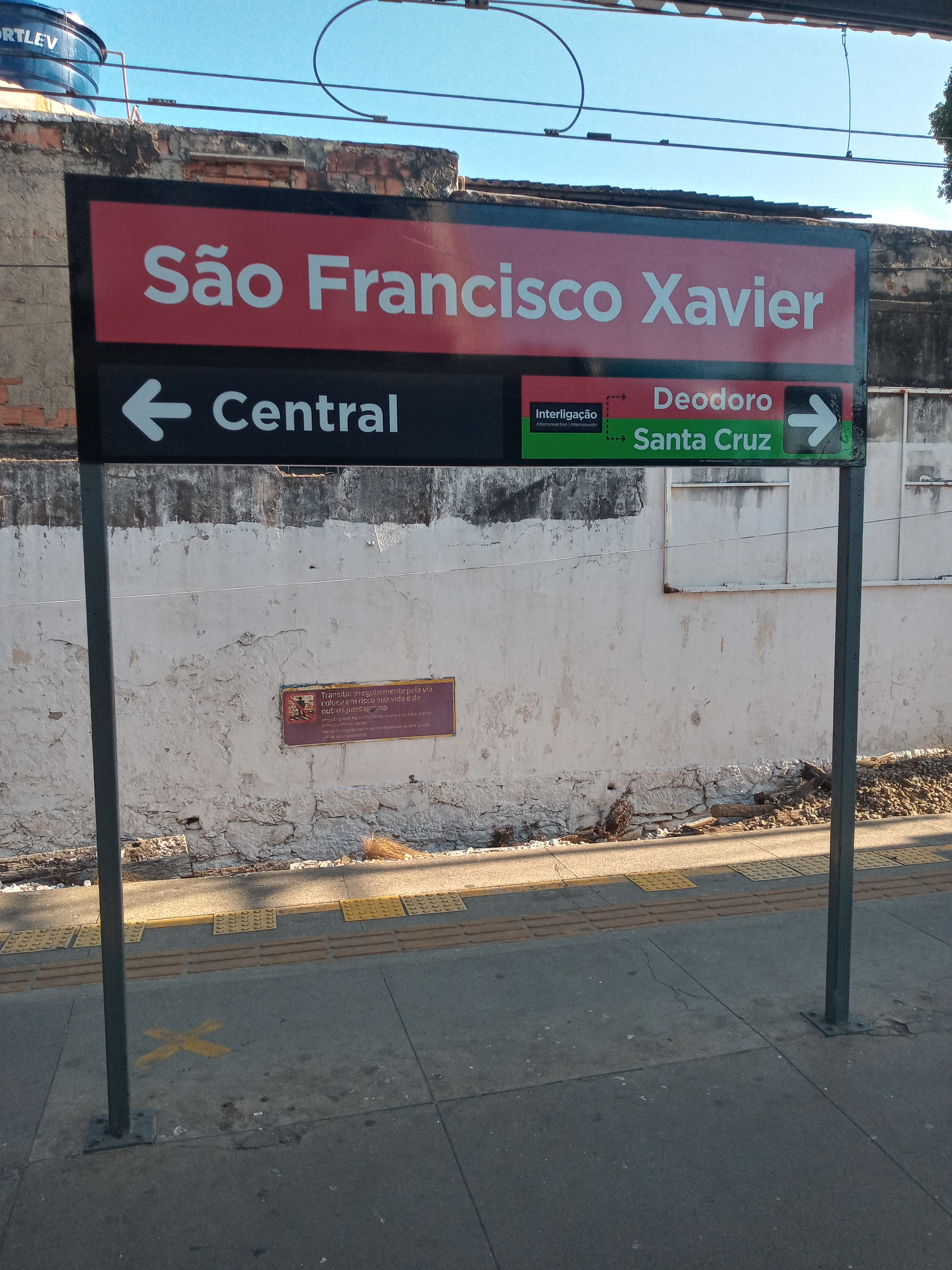
Placa São Francisco Xavier

A Estação de São Francisco Xavier foi inaugurada em 16 de maio de 1861. Em menos de dois meses já haviam embarcado pela nova estação 800 passageiros. Da mesma saíram por muitos anos as linhas da Linha Auxiliar, originalmente Melhoramentos, antes de ser construída e aberta a estação de Alfredo Maia, em 1905.
Novas edificações para a estação foram construídas e inauguradas em 1908 Posteriormente, no final da década de 1920, foram construídas passagens subterrâneas para substituir a passagem de nível de pedestres até então existente.
Em outubro de 1935 a estação foi depredada por populares em protesto após um acidente ferroviário ocorrido em sua plataforma. O acidente causou a morte de nove pessoas e ferimentos em mais de cem.
Desde 1998 é administrada pela concessionária Supervia. Em 2004 a estação recebeu uma reforma e equipamentos de acessibilidade como elevadores e escadas rolantes, tornado-se acessível.